# Barbizon

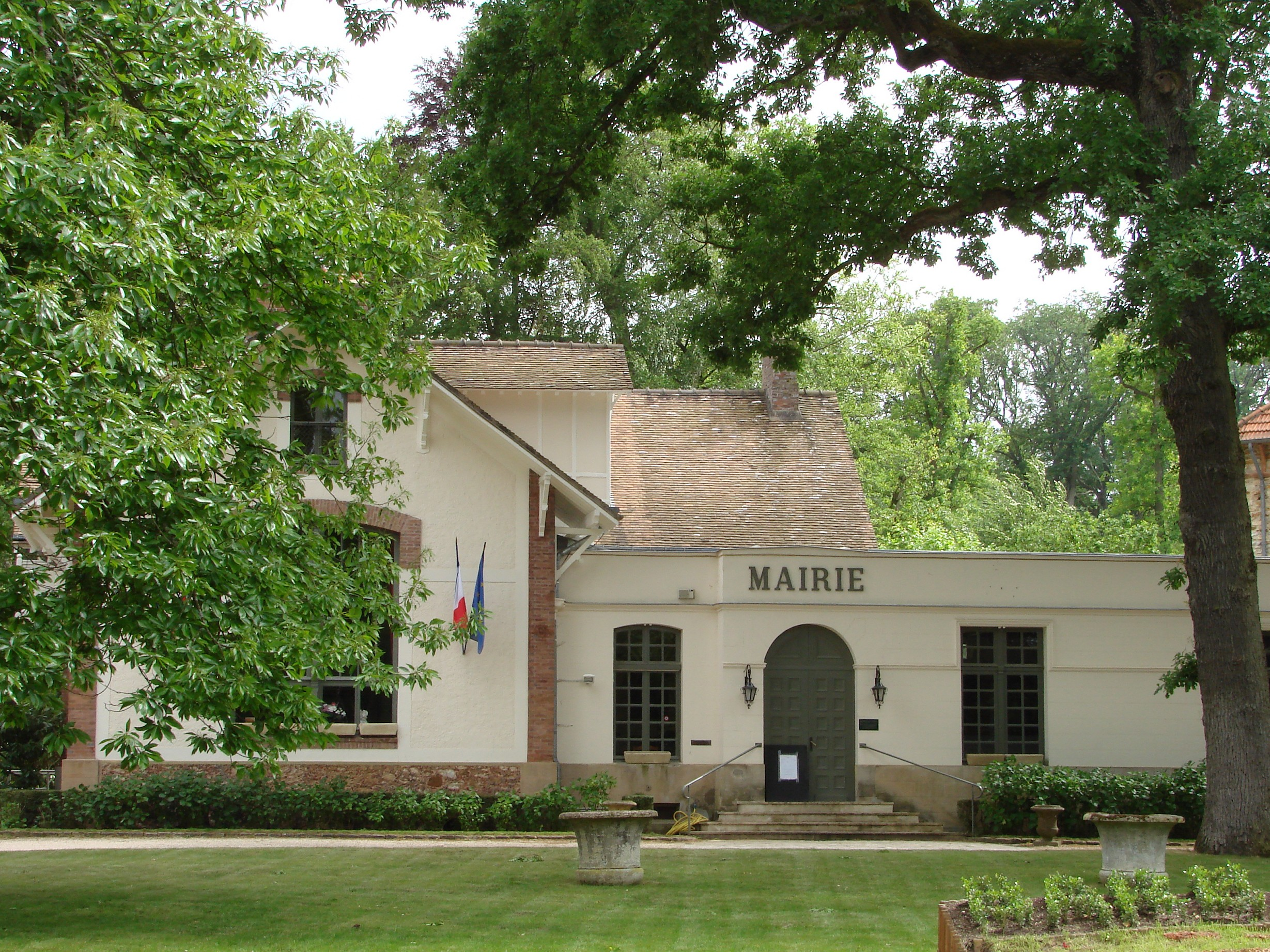
Ayuntamiento de Barbizon.

Barbizon es un pueblo y una comuna francesa del departamento de Sena y Marne, en Francia, localizado cerca del bosque de Fontainebleau.
Sus habitantes se llaman "Barbizonnais". Barbizon es uno de los lugares más emblemáticos del período pre-impresionista en Francia. Desde 1830 lo que todavía es una aldea, acoge a aquellos pintores que buscan inspirarse en la naturaleza.

## Límites geográficos
Los límites geográficos son:
- Chailly-en-Bière al norte
- Fontainebleau, al este
- Saint-Martin-en-Bière, al sur y al oeste
- Fleury-en-Bière, al oeste

## Historia
Desde los años 1850, extranjeros de toda Europa, Rusia y Estados Unidos, que tenían talleres en París, se unen a sus compañeros franceses para venir a Barbizón a partir de primavera.
En 1867, el posadero en el hotel Sirón tiene la idea de abrir una sala de exposiciones para las obras de los artistas de paso y acoger de esta manera a la nueva clientela de pintores y escritores, normalmente extranjeros, como Stevenson, que estaban dispersos hasta final de siglo en Marlotte, Grez-sur-Loing o Moret. Así el nombre de Barbizón se dio a conocer muy pronto. Artículos de la Ilustración tuvieron como objeto reportajes sobre el albergue "Ganne" y su decorado pintado por los artistas. 
Los artistas extranjeros que volvían a sus países eran la mejor propaganda de la vida de Barbizón: Ludwig Knaus y Albert Brendel de Alemania, William Morris Hunt de Estados Unidos, los holandeses Jozef Israëls y Willem Roelofs...
Después de 1875, el núcleo francés compuesto por Camille Corot, Charles-François Daubigny, Narcisse-Virgile Díaz de la Peña, Jules Dupré, Charles Jacque, Jean-François Millet, Théodore Rousseau, Albert Charpin y Constant Troyon desaparecen.
Pero desde 1863 la nueva generación de impresionistas formada por Claude Monet, Pierre-Auguste Renoir y Alfred Sisley emigraron al bosque de Fontainebleau, cogieron el relevo de la "Escuela de Barbizón" para crear una nueva visión de la naturaleza.
No es hasta 1980 que el nombre de la "Escuela de Barbizon" se le atribuye a los antiguos alumnos de esta escuela gracias al libro de David Croal Thomson The Barbizon School of painters, que fue publicado en Londres.
Entonces no había muchos pintores en Barbizón. Había más escritores, filósofos, cantantes y actores: Galtier-Boissiere, Taine, Seailles...etc. Los hoteles y restaurantes se multiplicaban por diez y los turistas acudían sin cesar, un tren les traía directamente desde Melun hasta Barbizón.
Chailly en Bière hasta este momento era el burgo más importante, que tenía un ayuntamiento, una parroquia, un cementerio y todos los comercios útiles para la vida de su millar de habitantes. Barbizón sólo era una aldea de jornaleros y leñadores sobre todo. La diligencia se paraba en el albergue del "Caballo Blanco" en Chailly o también en Fontainebleau porque allí podían ser hospedados.
A partir de los años 50, las vías del tren permiten acceder a Melun y a Fontainebleau todavía más rápido, aunque todavía quedarían una decena de kilómetros hasta la "Tierra Prometida" hasta que en el siglo XIX un pequeño tren une Melun con Barbizón.
Así Barbizón suplanta poco a poco a Chailly. Tanto por la cantidad de visitantes como por la calidad de esa sociedad cosmopolita de pintores, escritores y músicos.
Barbizón conserva todavía el "camino de misa" que conducía a los "Barbizonnais" a Chailly donde reposan, para la eternidad, en el cementerio de Chailly, los dos grandes amigos que se hicieron famosos en Barbizón, Jean-François Millet y Théodore Rousseau.
Sin embargo, actualmente Barbizón ha sufrido un cambio. Se abrieron numerosos hoteles, se construyeron villas para alquilar o comprar, mientras que Chailly sigue siendo un burgo rural, concentrado en el comercio y el beneficio que aportan los visitantes de Barbizón. Barbizón se considera pues como la "vaca que da leche" de Chailly. La separación administrativa se hizo realidad en 1903, momento en el que el viejo Barbizón de pintores, la aldea de Barbizón se convierte en una comuna.

## Demografía
| 1066 | 1093 | 1189 | 1273 | 1407 | 1490 |
| Para los censos de 1962 a 1999 la población legal corresponde a la población sin duplicidades (Fuente: INSEE [Consultar]) |      |      |      |      |      |

## Economía
Barbizon vive esencialmente del turismo nacional e internacional. La temporada alta es en octubre. Se trata de 35 000 visitantes por año (según la oficina antigua de turismo). Cerca del 60% de la clientela es francesa y cerca del 40% extranjera procedente de Europa (ingleses, alemanes, belgas y holandeses), de países del Este y Rusia y de otras procedencias como EE. UU., China, Japón, Corea, Australia y Brasil principalmente.

## Monumentos y lugares turísticos
- El "Hotel Ganne", que hoy es un museo de pintores de la "Escuela de Barbizon". Se abrió en 1984. El mobiliario fue decorado por los artistas de la época. Se pueden ver cuadros originales.

- Casa-taller de Jean-François Millet, donde pintó su obra más importante llamada el "Angelus" que hoy es un museo de reproducciones de sus cuadros y de cuadros de otros pintores actuales y de la época de Barbizon.

- Casa-talle de Théodore Rousseau, anexo al "Hotel Ganne". Es una casita al fondo del jardín. Rousseau vivió aquí desde 1847 hasta su muerte, veinte años más tarde.

- Hostelería de "Bas-Bréau", creada en 1867, fue el hotel de Robert Louis Stevenson de 1873 a 1877.

## Personas relacionadas
La Escuela de Barbizon de pintores recibe su nombre de este pueblo; Théodore Rousseau y Jean-François Millet, líderes de esta escuela, establecieron sus hogares y fallecieron en este lugar. Otros pintores son: 
Pintores
- Jean-Baptiste Camille Corot
- Charles-François Daubigny
- Karl Bodmer
- Eugène Lavieille
- Félix Ziem
- Albert Charpin

Otros
- André Billy
- Georges Chelon
- Fernandel
- Herbert Léonard
- Mélanie Quentin
- León Trotski. Fue refugiado de la comuna desde el 1 de noviembre de 1933 al 17 de abril de 1934.
- Jean-Claude Mignon
- Didier Lockwood